# Clematis bahamica
Clematis bahamica är en ranunkelväxtart som beskrevs av Nathaniel Lord Britton. Clematis bahamica ingår i släktet klematisar, och familjen ranunkelväxter. Inga underarter finns listade i Catalogue of Life.